# Liste von Autoren/O

## Oa
Joyce Carol Oates (* 1938)

## Ob
René Oberholzer (* 1963)
Urs Oberlin (1919–2008)
Edna O’Brien (1930–2024)
Fitz-James O’Brien (1828–1862)
Flann O’Brien (1911–1966)
Kate O’Brien (1897–1974)
Michael O’Brien (1948–2015)

## Oc
Máirtín Ó Cadhain (1906–1970)
Sean O’Casey (1880–1964)
Carol O’Connell (* 1947)
Frank O’Connor (1903–1966)
Gemma O’Connor (* 1940)
Joseph O’Connor (* 1963)
Mary Flannery O’Connor (1925–1964)
Tomás Ó Criomhthain (1856–1937)

## Od
Peter O’Donnell (1920–2010)

## Oe
Kenzaburō Ōe (1935–2023)
Petra Oelker (* 1947)
Jürgen Oelkers (* 1947)

## Of
Nuala O’Faolain (1940–2008)
Seán O’Faoláin (1900–1991)
Liam O’Flaherty (1896–1984)

## Og
Yōko Ogawa (* 1962)
Standish James O' Grady (1846–1928)

## Oh
Andrew O’Hagan (* 1968)
John O’Hara (1905–1970)
Saul O’Hara (* 1924)
Breandán Ó hEithir (1930–1990)
Oh Gyu-won (* 1941)
Thomas Ohlemacher (1962–2015)
Oh Soo-yeon (* 1964)
Adelheid Ohlig (* 1945)
Kristina Ohlsson (* 1979)
Günter Ohnemus (* 1946)

## Ok
Celil Oker (1952–2019), TR
Andreas Okopenko (1930–2010), AT
Els Oksaar (1926–2015), EE / SE
Sofi Oksanen (* 1977), FI

## On
Stewart O’Nan (* 1961), US
Michael Ondaatje (* 1943), CAN
Eugene O’Neill (1888–1953), US
Jamie O’Neill (* 1962), IRL
Juan Carlos Onetti (1909–1994), URY
Tõnu Õnnepalu (* 1962), EST
Kyle Onstott (1887–1966), US

## Oo
Hans van Ooyen (* 1954)

## Op
Martin Opitz (1597–1639)
Karl Oppel (1816–1903)
Heinrich Albert Oppermann (1812–1870)

## Or
Vladimir Oravsky (* 1947)
Aras Ören (* 1939)
Uri Orlev (1931–2022)
Peter Orlovsky (1933–2010)
José Ortega y Gasset (1883–1955)
Hanns-Josef Ortheil (* 1951)
Markus Orths (* 1969)
Joe Orton (1933–1967)
George Orwell (1903–1950)

## Os
Cathal Ó Searcaigh (* 1956)
Diarmaid Ó Súilleabháin (1932–1985)
Carl von Ossietzky (1889–1938)
Leonie Ossowski (1925–2019)
Håkan Östlundh (* 1962)
Nikolai Alexejewitsch Ostrowski (1904–1936)
Oswald von Wolkenstein (um 1377–1445)

## Ot
Dominic O. Otiang'a (* 1987)
Karl-Heinz Ott (* 1957)
Ossip Ottersleben, siehe: Norbert Kühne
Géza Ottlik (1912–1990)
Otto von Freising (um 1111/12–1158)
Frank Otto (1967–2024)

## Ou
Jean Oury (1924–2014)

## Ov
Ovid (43 v. Chr. – ~18 n. Chr.)
Angelika Overath (* 1957)

## Ow
John Owen (1563–1622)
Robert Owen (1771–1858)

## Oy
Ferdinand Oyono (1929–2010)

## Oz
Amos Oz (1939–2018)
Baydar Özcan (* 1950)
Celal Özcan (* 1954)
Emine Sevgi Özdamar (* 1946)
A. Kadir Özdemir (* 1977)
Selim Özdoğan (* 1971)
Yaşar Nuri Öztürk (1945–2016)